# Lex Jacoby

Lex Jacoby

Lex Jacoby (* 28. Februar 1930 in Junglinster; † 20. November 2015) war ein luxemburgischer Schriftsteller.

## Leben
Lex Jacoby verbrachte den größten Teil seines Lebens als Lehrer in Clerf (Clervaux). Seit 1951 war er Mitarbeiter vieler literarischer Zeitschriften. Er schrieb für: „Die Warte“ (Beilage des Luxemburger Worts), d'Lëtzebuerger Land, Les Cahiers luxembourgeois und Nos cahiers. Er war Herausgeber der kulturellen Zeitschrift De Cliärrwer Kanton.

## Bibliographie
deutsch
- Die Sehnsucht des Schamanen, Imprimerie Saint-Paul, Luxemburg, 1952.
- Der Fremde, Novelle, Editions du Centre, 1954.
- Der Grenzstein, Feuilletons, 1963.
- Nachts gehen die Fische an Land, Erzählung, 1980.
- Als die Tiere an Bord gingen, das Logbuch der Arche. Ed. Guy Binsfeld, 1988.
- Der fromme Staub der Feldwege, Erzählung, 1990.
- Spanien heiter bis wolkig, Tagebuch, 1994.
- Wasserzeichen, Erzählungen, Éd. des Cahiers luxembourgeois, 1995.
- Wie nicht ganz schwarzer Kohlenstein, Editions Saint-Paul, 2001.
- Remis in der Provence, Editions Saint-Paul, 2000.
- Öslinger Jahreszeiten, (= Saisons ardennaises). Fotos von Alain Soldeville, Texte von Alex Jacoby. Ed. Saint-Paul, Luxemburg, 2000.
- Das Herz von Kopstal, Nos Cahiers, 2003.
- Die Deponie, Roman, Éditions Saint-Paul, 2006

französisch
- Les feuilles, Imprimerie du Nord, 1960.
- Le pavot blanc, J. Grassin, Paris, 1962.
- L’arche espagnole, 2003.

luxemburgisch
- Theater Op der Kopleschter Hèd. Volleksstéck an 3 Akten, vum Willy Fléner a Lex Jacoby, 1954.
- Luxemburg. Zeichnungen von Ernst Reischenböck, Texte von Alex Jacoby. 102 S., Sankt-Paulus-Dr., Luxemburg, 1963.

## Preise
- 1957: Prix de littérature (langue allemande) du Ministère de l’éducation nationale, des arts et des sciences für Der Fremde
- 1996: Prix Servais für Wasserzeichen